# Copa Presidente de la AFC 2007
La Copa Presidente de la AFC del 2007 fue la 3.ª edición del tercer torneo de clubes más importante de Asia organizado por la AFC. La sede fue Lahore, Pakistán donde participaron 8 equipos.
El Dordoi-Dynamo de Kirguistán venció en la final al Mahendra Police Club de Nepal para ganar el título por segunda ocasión de manera consecutiva.

## Participantes por asociación
| Zona Oeste Asiático | Zona Oeste Asiático    | Zona Oeste Asiático  | Zona Oeste Asiático | Zona Oeste Asiático |
| Asociación          | Asociación             | AFC Champions League | AFC Cup             | AFC President's Cup |
| ------------------- | ---------------------- | -------------------- | ------------------- | ------------------- |
| 1                   | Arabia Saudíta         | 2                    |                     |                     |
| 2                   | Emiratos Árabes Unidos | 2                    |                     |                     |
| 3                   | Catar                  | 2                    |                     |                     |
| 4                   | Uzbekistán             | 2                    |                     |                     |
| 5                   | Irán                   | 2-1                  |                     |                     |
| 6                   | Irak                   | 2                    |                     |                     |
| 7                   | Kuwait                 | 2                    |                     |                     |
| 8                   | Siria                  | 2                    |                     |                     |
| 9                   | Jordania               |                      | 2+1                 |                     |
| 10                  | Líbano                 |                      | 2                   |                     |
| 11                  | Omán                   |                      | 2                   |                     |
| 12                  | Yemen                  |                      | 2                   |                     |
| 13                  | Turkmenistán           |                      | 2                   |                     |
| 14                  | Baréin                 |                      | 1                   |                     |
| 15                  | Bangladés              |                      | 0                   |                     |
| 16                  | Bután                  |                      |                     | 1                   |
| 17                  | Kirguistán             |                      |                     | 1                   |
| 18                  | Nepal                  |                      |                     | 1                   |
| 19                  | Pakistán               |                      |                     | 1                   |
| 20                  | Sri Lanka              |                      |                     | 1                   |
| 21                  | Tayikistán             |                      |                     | 1                   |
| 22                  | Afganistán             |                      |                     | 0                   |
| 23                  | Palestina              |                      |                     | 0                   |
| Total Participantes | Total Participantes    | 16-1                 | 12                  | 6                   |

- Un equipo de Irán fue descalificado por no registrar sus jugadores a tiempo
- Jordania tuvo un cupo extra en la Copa AFC debido a que tenían al campeón vigente
- Baréin tenía 2 cupos para la Copa AFC pero solo un equipo participó
- Bangladés tenía cupos para la Copa AFC pero desistió su participación
- Afganistán y Palestina eran elegibles para la Copa Presidente de la AFC pero desistieron su participación
- Bangladés y Bután geográficamente pertenece a la Zona Este

| Zona Este Asiático  | Zona Este Asiático  | Zona Este Asiático   | Zona Este Asiático | Zona Este Asiático  |
| Asociación          | Asociación          | AFC Champions League | AFC Cup            | AFC President's Cup |
| ------------------- | ------------------- | -------------------- | ------------------ | ------------------- |
| 1                   | República de Corea  | 2+1                  |                    |                     |
| 2                   | Japón               | 2                    |                    |                     |
| 3                   | China               | 2                    |                    |                     |
| 4                   | Australia           | 2                    |                    |                     |
| 5                   | Indonesia           | 2                    |                    |                     |
| 6                   | Tailandia           | 1                    | 1                  |                     |
| 7                   | Vietnam             | 1                    | 1                  |                     |
| 8                   | India               |                      | 2                  |                     |
| 9                   | Singapur            |                      | 2                  |                     |
| 10                  | Hong Kong           |                      | 2                  |                     |
| 11                  | Malasia             |                      | 2                  |                     |
| 12                  | Maldivas            |                      | 2                  |                     |
| 13                  | Camboya             |                      |                    | 1                   |
| 14                  | Taiwán              |                      |                    | 1                   |
| 15                  | Birmania            |                      |                    | 0                   |
| 16                  | Brunéi Darussalam   |                      |                    | 0                   |
| 17                  | Filipinas           |                      |                    | 0                   |
| 18                  | Guam                |                      |                    | 0                   |
| 19                  | Laos                |                      |                    | 0                   |
| 20                  | Macao               |                      |                    | 0                   |
| 21                  | Mongolia            |                      |                    | 0                   |
| 22                  | RPD Corea           |                      |                    | 0                   |
| 23                  | Timor Oriental      |                      |                    | 0                   |
| Total Participantes | Total Participantes | 12+1                 | 12                 | 2                   |

- República de Corea tuvo un cupo extra en la Liga de Campeones de la AFC debido a que tenían al campeón vigente
- Australia se convirtió en nuevo miembro de la AFC y recibió dos cupos para la Liga de Campeones de la AFC
- Un cupo de Tailandia y otro de Vietnam de la Liga de Campeones de la AFC fuero trasladados a la Copa AFC debido a la inclusión de Australia
- Birmania,Brunéi Darussalam, Filipinas, Guam, Laos, Macao, Mongolia RPD Corea y Timor Oriental eran elegibles para la Copa Presidente de la AFC pero desistieron su participación
- India y Maldivas geográficamente pertenece a la Zona Oeste

## Sedes
| Lahore            | Lahore           |
| ----------------- | ---------------- |
| Punjab Stadium    | Railway Stadium  |
| Capacidad: 10,000 | Capacidad: 5,000 |
|                   |                  |

## Fase de grupos

### Grupo A
| Pos. | Equipo            | Pts. | PJ | G | E | P | GF | GC | Dif. | Clasificación |
| ---- | ----------------- | ---- | -- | - | - | - | -- | -- | ---- | ------------- |
| 1    | Regar TadAZ       | 9    | 3  | 3 | 0 | 0 | 16 | 1  | +15  | Semifinales   |
| 2    | Ratnam            | 4    | 3  | 1 | 1 | 1 | 9  | 5  | +4   | Semifinales   |
| 3    | Transport United  | 3    | 3  | 1 | 0 | 2 | 4  | 21 | −17  |               |
| 4    | Pakistan Army (H) | 1    | 3  | 0 | 1 | 2 | 6  | 8  | −2   |               |

 Fuente: 
| 20 de septiembre de 2007 | Pakistan Army                       | 3 – 3 | Ratnam SC                                       | Punjab Stadium, Lahore                                       |                                                              |
|                          | Draz 18' · Riaz 45+2' · Shabbir 58' | [http://www.the-afc.com/uploads/Documents/competitions/fixtures/2151.pdf (enlace roto disponible en Internet Archive; véase el historial, la primera versión y la última). Reporte] | E.B. Channa 10' · Mohideen 13' · Jayasuriya 43' | Asistencia: 4,000 espectadores Árbitro(s): Abdulrahman Recho | Asistencia: 4,000 espectadores Árbitro(s): Abdulrahman Recho |

| 20 de septiembre de 2007 | Transport United | 0 – 13 | Regar-TadAZ | Punjab Stadium, Lahore                               |                                                      |
|                          |                  | [http://www.the-afc.com/uploads/Documents/competitions/fixtures/2152.pdf (enlace roto disponible en Internet Archive; véase el historial, la primera versión y la última). Reporte] | Makhmudov 18' 28' 45+2' 61' 76' · Abdullayev 35', 63' · Rustamov 37' 54' · Umarbaev 66' · Barotov 74' · Kholbekov 80' · Rabimov 87' | Asistencia: 300 espectadores Árbitro(s): Sgt Win Cho | Asistencia: 300 espectadores Árbitro(s): Sgt Win Cho |

| 22 de septiembre de 2007 | Regar-TadAZ                  | 2 – 1 | Pakistan Army | Punjab Stadium, Lahore                               |                                                      |
|                          | Abdullayev 65' · Hakimov 68' | [http://www.the-afc.com/uploads/Documents/competitions/fixtures/2153.pdf (enlace roto disponible en Internet Archive; véase el historial, la primera versión y la última). Reporte] | Draz 73'      | Asistencia: 800 espectadores Árbitro(s): Kadhum Auda | Asistencia: 800 espectadores Árbitro(s): Kadhum Auda |

| 22 de septiembre de 2007 | Ratnam SC                                      | 6 – 1 | Transport United | Punjab Stadium, Lahore                                     |                                                            |
|                          | Mohideen 13' · E.B. Channa 17' 69' 73' 82' 90' | [http://www.the-afc.com/uploads/Documents/competitions/fixtures/2154.pdf (enlace roto disponible en Internet Archive; véase el historial, la primera versión y la última). Reporte] | Gyeltshen 42'    | Asistencia: 300 espectadores Árbitro(s): Mukhtar Al Yarimi | Asistencia: 300 espectadores Árbitro(s): Mukhtar Al Yarimi |

| 25 de septiembre de 2007 | Transport United           | 3 – 2 | Pakistan Army            | Punjab Stadium, Lahore                               |                                                      |
|                          | Dorji 5' 74' · Jamtsho 27' | [http://www.the-afc.com/uploads/Documents/competitions/fixtures/2155.pdf (enlace roto disponible en Internet Archive; véase el historial, la primera versión y la última). Reporte] | Shabbir 45' · Riaz 90+2' | Asistencia: 200 espectadores Árbitro(s): Kadhum Auda | Asistencia: 200 espectadores Árbitro(s): Kadhum Auda |

| 25 de septiembre de 2007 | Regar-TadAZ    | 1 – 0 | Ratnam SC | Railway Stadium, Lahore                                   |                                                           |
|                          | Abdullayev 66' | [http://www.the-afc.com/uploads/Documents/competitions/fixtures/2156.pdf (enlace roto disponible en Internet Archive; véase el historial, la primera versión y la última). Reporte] |           | Asistencia: 100 espectadores Árbitro(s): Naser Al-Ghafary | Asistencia: 100 espectadores Árbitro(s): Naser Al-Ghafary |

### Grupo B
| Pos. | Equipo               | Pts. | PJ | G | E | P | GF | GC | Dif. | Clasificación |
| ---- | -------------------- | ---- | -- | - | - | - | -- | -- | ---- | ------------- |
| 1    | Dordoi-Dynamo        | 9    | 3  | 3 | 0 | 0 | 12 | 0  | +12  | Semifinales   |
| 2    | Mahendra Police Club | 4    | 3  | 1 | 1 | 1 | 6  | 7  | −1   | Semifinales   |
| 3    | Khemara              | 3    | 3  | 1 | 0 | 2 | 5  | 10 | −5   |               |
| 4    | Tatung               | 1    | 3  | 0 | 1 | 2 | 0  | 6  | −6   |               |

 Fuente: 
| 21 de septiembre de 2007 | Khemara | 0 – 4 | Dordoi-Dynamo                              | Punjab Stadium, Lahore                                    |                                                           |
|                          |         | [http://www.the-afc.com/uploads/Documents/competitions/fixtures/2157.pdf (enlace roto disponible en Internet Archive; véase el historial, la primera versión y la última). Reporte] | Ishenbaev 14' 36' · Krasnov 34' (pen.) 39' | Asistencia: 500 espectadores Árbitro(s): Naser Al-Ghafary | Asistencia: 500 espectadores Árbitro(s): Naser Al-Ghafary |

| 21 de septiembre de 2007 | Mahendra Police Club | 0 – 0 | Tatung | Punjab Stadium, Lahore                               |                                                      |
|                          |                      | [http://www.the-afc.com/uploads/Documents/competitions/fixtures/2158.pdf (enlace roto disponible en Internet Archive; véase el historial, la primera versión y la última). Reporte] |        | Asistencia: 500 espectadores Árbitro(s): Vo Minh Tri | Asistencia: 500 espectadores Árbitro(s): Vo Minh Tri |

| 23 de septiembre de 2007 | Tatung | 0 – 1 | Khemara       | Punjab Stadium, Lahore                               |                                                      |
|                          |        | [http://www.the-afc.com/uploads/Documents/competitions/fixtures/2159.pdf (enlace roto disponible en Internet Archive; véase el historial, la primera versión y la última). Reporte] | Sokumpheak 1' | Asistencia: 500 espectadores Árbitro(s): Sgt Win Cho | Asistencia: 500 espectadores Árbitro(s): Sgt Win Cho |

| 23 de septiembre de 2007 | Dordoi-Dynamo                  | 3 – 0 | Mahendra Police Club | Punjab Stadium, Lahore                               |                                                      |
|                          | Kudrenko 23' · Krasnov 33' 59' | [http://www.the-afc.com/uploads/Documents/competitions/fixtures/2160.pdf (enlace roto disponible en Internet Archive; véase el historial, la primera versión y la última). Reporte] |                      | Asistencia: 500 espectadores Árbitro(s): Vo Minh Tri | Asistencia: 500 espectadores Árbitro(s): Vo Minh Tri |

| 25 de septiembre de 2007 | Mahendra Police Club                                              | 6 – 4 | Khemara                                         | Punjab Stadium, Lahore                                     |                                                            |
|                          | Thapa 12' 79' · Budhathoki 16' · Pandey 25' · Rai 30' · Rijal 85' | [http://www.the-afc.com/uploads/Documents/competitions/fixtures/2161.pdf (enlace roto disponible en Internet Archive; véase el historial, la primera versión y la última). Reporte] | Loch 23' · Chet 68' (pen.) · Sokumpheak 70' 78' | Asistencia: 200 espectadores Árbitro(s): Abdulrahman Recho | Asistencia: 200 espectadores Árbitro(s): Abdulrahman Recho |

| 25 de septiembre de 2007 | Tatung | 0 – 5 | Dordoi-Dynamo                             | Railway Stadium, Lahore                                    |                                                            |
|                          |        | [http://www.the-afc.com/uploads/Documents/competitions/fixtures/2162.pdf (enlace roto disponible en Internet Archive; véase el historial, la primera versión y la última). Reporte] | Muladjanov 11' · Kornilov 18' 63' 84' 89' | Asistencia: 300 espectadores Árbitro(s): Mukhtar Al Yarimi | Asistencia: 300 espectadores Árbitro(s): Mukhtar Al Yarimi |

## Fase Final
|  | Semifinales          | Semifinales          | Semifinales   |               |                      | Final                | Final | Final |  |
|  |                      |                      |               |               |                      |                      |       |       |  |
|  |                      |                      |               |               |                      |                      |       |       |  |
|  | Regar-TadAZ          | Regar-TadAZ          | 1             |               |                      |                      |       |       |  |
|  | Regar-TadAZ          | Regar-TadAZ          | 1             |               |                      |                      |       |       |  |
|  | Mahendra Police Club | Mahendra Police Club | 2             |               |                      |                      |       |       |  |
|  | Mahendra Police Club | Mahendra Police Club | 2             |               | Mahendra Police Club | Mahendra Police Club | 1     |       |  |
|  |                      |                      |               |               | Mahendra Police Club | Mahendra Police Club | 1     |       |  |
|  |                      |                      | Dordoi-Dynamo | Dordoi-Dynamo | 2                    |                      |       |       |  |
|  | Dordoi-Dynamo        | Dordoi-Dynamo        | Dordoi-Dynamo | Dordoi-Dynamo | 2                    | 1 (4)                |       |       |  |
|  | Dordoi-Dynamo        | Dordoi-Dynamo        |               |               |                      | 1 (4)                |       |       |  |
|  | Ratnam               | Ratnam               | 1 (3)         |               |                      |                      |       |       |  |
|  | Ratnam               | Ratnam               | 1 (3)         |               |                      |                      |       |       |  |
|  |                      |                      |               |               |                      |                      |       |       |  |

### Semifinales
| 27 de septiembre de 2007 | Regar-TadAZ  | 1 – 2 | Mahendra Police Club       | Punjab Stadium, Lahore                               |                                                      |
|                          | Rustamov 26' | [http://www.the-afc.com/uploads/Documents/competitions/fixtures/2372.pdf (enlace roto disponible en Internet Archive; véase el historial, la primera versión y la última). Reporte] | Rai 32' · Budhathoki 90+1' | Asistencia: 500 espectadores Árbitro(s): Vo Minh Tri | Asistencia: 500 espectadores Árbitro(s): Vo Minh Tri |

| 28 de septiembre de 2007 | Dordoi-Dynamo | 1 – 1 (t. s.)(4 – 3 p.) | Ratnam SC      | Punjab Stadium, Lahore                                       |                                                              |
|                          | Tetteh 21'    | [http://www.the-afc.com/uploads/Documents/competitions/fixtures/2373.pdf (enlace roto disponible en Internet Archive; véase el historial, la primera versión y la última). Reporte] | Jayasuriya 44' | Asistencia: 1,000 espectadores Árbitro(s): Abdulrahman Recho | Asistencia: 1,000 espectadores Árbitro(s): Abdulrahman Recho |

### Final
| 30 de septiembre de 2007 | Mahendra Police Club | 1 – 2 | Dordoi-Dynamo                      | Punjab Stadium, Lahore                                              |                                                                     |
|                          | Rai 90+2' (pen.)     | [http://www.the-afc.com/uploads/Documents/competitions/fixtures/2386.pdf (enlace roto disponible en Internet Archive; véase el historial, la primera versión y la última). Reporte] | Ishenbaev 8' (pen.) · Kornilov 74' | Asistencia: 2.000 espectadores Árbitro(s): Kadhum Auda Lazim (Iraq) | Asistencia: 2.000 espectadores Árbitro(s): Kadhum Auda Lazim (Iraq) |

|  |  |

| MAHENDRA POLICE CLUB:  |    |                   |       |     |
|                        |    |                   |       |     |
| POR                    | 1  | Ritesh Thapa      |       |     |
| DEF                    | 3  | Rakesh Shrestha   |       |     |
| DEF                    | 5  | Dipendra Paudel   |       |     |
| DEF                    | 16 | Dipak Paudel      | 7'    |     |
| DEF                    | 26 | Rabin Shrestha    |       | 68' |
| MED                    | 7  | Parbat Pandey     |       |     |
| MED                    | 9  | Kunjan Shrestha   |       |     |
| MED                    | 12 | Arjun Rijal       | 67'   |     |
| MED                    | 15 | Anant Thapa       |       |     |
| DEL                    | 10 | Ramesh Budhathoki |       | 45' |
| DEL                    | 18 | Ju Manu Rai       | 90+3' |     |
| Sustituciones:         |    |                   |       |     |
| DEF                    | 6  | Ganesh Budhathoki |       | 68' |
| MED                    | 25 | Roshan Karki      |       | 46' |
| Entrenador:            |    |                   |       |     |
| Birat Krishna Shrestha |    |                   |       |     |

| DORDOI-DYNAMO:   |    |                   |       |     |
|                  |    |                   |       |     |
| POR              | 16 | Valery Kashuba    |       |     |
| DEF              | 3  | Talant Samsaliev  | 64'   |     |
| DEF              | 4  | Ruslan Sydykov    |       |     |
| DEF              | 20 | Igor Kudrenko     |       |     |
| MED              | 5  | Sergey Knyazev    | 90+3' |     |
| MED              | 7  | Aibek Bokoev      |       | 68' |
| MED              | 8  | Valery Berezovsky |       |     |
| MED              | 11 | Azamat Ishenbaev  |       | 81' |
| MED              | 18 | Vadim Kharchenko  |       |     |
| DEL              | 15 | Andrey Krasnov    |       | 54' |
| DEL              | 22 | David Tetteh      |       |     |
| Sustituciones:   |    |                   |       |     |
| DEL              | 9  | Roman Kornilov    |       | 54' |
| MED              | 13 | Davron Askarov    |       | 68' |
| MED              | 17 | Marlen Kasymov    |       | 81' |
| Entrenador:      |    |                   |       |     |
| Boris Podkorytov |    |                   |       |     |

| OFICIALES - Árbitro: Kadhum Auda Lazim - Juez de línea: Abdul Sarker - Juez de línea: Jeffrey Goh |

## Campeón
| Bandera de Kirguistán    |
| Dordoi-Dynamo 2.º título |